# Saint-Paul-de-Salers
Saint-Paul-de-Salers ist eine französische Gemeinde mit 105 Einwohnern (Stand 1. Januar 2022) im Département Cantal in der Region Auvergne-Rhône-Alpes (vor 2016 Auvergne). Sie gehört zum Kanton Mauriac im Arrondissement Mauriac.

## Lage
Saint-Paul-de-Salers liegt etwa 27 Kilometer nordnordöstlich von Aurillac.
Nachbargemeinden sind Salers und Saint-Bonnet-de-Salers im Nordwesten und Norden, Le Falgoux im Nordosten und Osten, Le Fau im Südosten und Süden, Fontanges im Süden sowie Saint-Martin-Valmeroux im Südwesten und Westen.

## Bevölkerungsentwicklung
| Jahr                       | 1962 | 1968 | 1975 | 1982 | 1990 | 1999 | 2006 | 2011 | 2019 |
| -------------------------- | ---- | ---- | ---- | ---- | ---- | ---- | ---- | ---- | ---- |
| Einwohner                  | 509  | 455  | 329  | 195  | 164  | 147  | 125  | 114  | 105  |
| Quellen: Cassini und INSEE |      |      |      |      |      |      |      |      |      |

## Sehenswürdigkeiten
- Kirche Saint-Paul aus dem 12. Jahrhundert, seit 2003 Monument historique

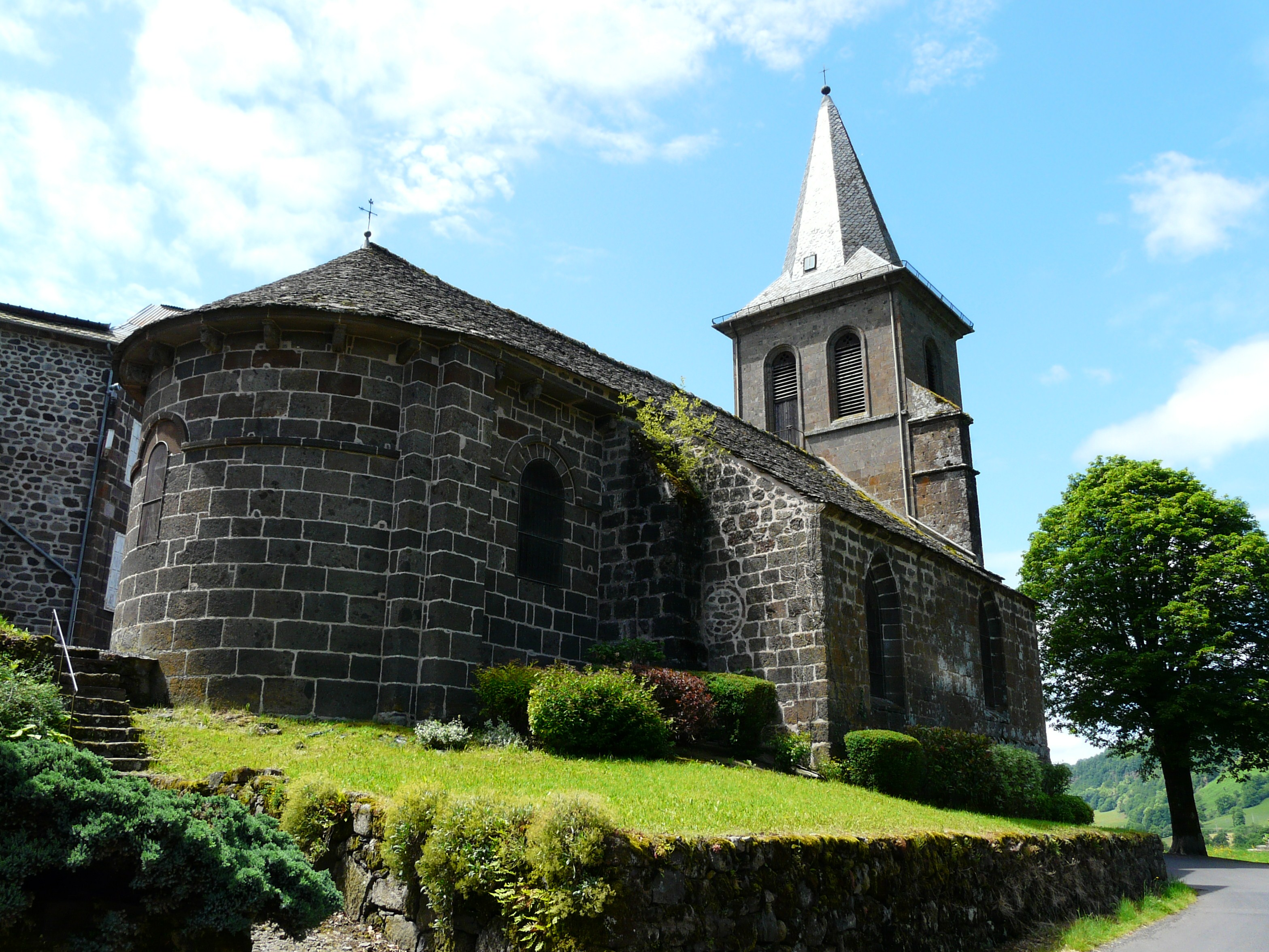
Kirche Saint-Paul